# 厄立特里亚兵役制度
厄立特里亚兵役制度要求所有身体健康的男性和女性服役，名义上为期18个月。在这段时间里，他们将接受6个月的军事训练，其余时间则用于参与国家重建项目。该项目据称旨在弥补厄立特里亚资本不足的问题，并减少对外援的依赖。这一制度在《厄立特里亚宪法》以及1995年10月国民议会颁布的第82号公告中均有规定。然而，在国家危机时期，服役期限可以延长，实际上国家服役的时长通常远超规定的最短期限。自1990年代以来，厄立特里亚兵役制度实际上已变为无限期征用；这一政策被比作“奴役”，并遭到国际社会的谴责。